# Maghreboniscus trapezoidalis
Maghreboniscus trapezoidalis är en kräftdjursart som beskrevs av Albert Vandel1959. Maghreboniscus trapezoidalis ingår i släktet Maghreboniscus och familjen Spelaeoniscidae. Inga underarter finns listade i Catalogue of Life.